# 巴洛伊薩湖
巴洛伊薩湖（白俄羅斯語：Балойса）是白俄羅斯的湖泊，由維捷布斯克州負責管轄，距離布拉斯拉夫2.5公里，長2.06公里、寬1.02公里，面積1.39平方公里，集水區面積3平方公里，湖岸線長度5.8公里，最大水深15.6米。